# جون بي. يبرش
جون بي. يبرش (بالإنجليزية: John B. Burch)‏ هو عالم حيوانات أمريكي، ولد في 1929.